# Gómara
Gómara egy község Spanyolországban, Soria tartományban. Gómara Tejado, Aldealafuente, Aliud, Buberos, Villaseca de Arciel, Almazul és Serón de Nágima községekkel határos. Lakosainak száma 288 fő (2024).

## Népesség
A település népessége az elmúlt években az alábbi módon változott:
| Lakosok száma | 458  | 426  | 404  | 408  | 377  | 355  | 310  | 310  | 291  | 288  |
|               | 2001 | 2004 | 2007 | 2009 | 2012 | 2014 | 2017 | 2019 | 2022 | 2024 |